# Docteur Jekyll et Sister Hyde
Cet article possède un paronyme, voir Docteur Jekyll et Mister Hyde.
Pour plus de détails, voir Fiche technique et Distribution.
Docteur Jekyll et Sister Hyde (titre original anglais : Dr Jekyll and Sister Hyde) est un film britannique réalisé par Roy Ward Baker, sorti en 1971.
Tout est presque dit au niveau de ce jeu de mots entre « Mister » et « Sister » dans cette relecture « déviante » du roman de R. L. Stevenson, L'Étrange Cas du docteur Jekyll et de mister Hyde.

## Synopsis
Comme dans l'œuvre littéraire L'Étrange Cas du docteur Jekyll et de mister Hyde, le docteur Jekyll s'isole de plus en plus souvent et longtemps pour mener à bien ses recherches axées sur la découverte d'une substance combattant les maladies. Ce comportement intrigue ses voisins du dessus et ... frustre en particulier sa jeune voisine. La nouvelle orientation que Jekyll donne à ses travaux étonne son collègue et maître, alors que des jeunes femmes du quartier sont assassinées.

## Fiche technique
- Titre : Docteur Jekyll et Sister Hyde
- Titre original : (anglais) Dr Jekyll and Sister Hyde
- Réalisation : Roy Ward Baker
- Scénario : Brian Clemens, d'après le roman L'Étrange Cas du docteur Jekyll et de mister Hyde, de Robert Louis Stevenson
- Production : Brian Clemens et Albert Fennell
- Société de production : Hammer Film Productions
- Musique : David Whitaker
- Photographie : Norman Warwick
- Montage : James Needs
- Décors : Robert Jones
- Costumes : Rosemary Burrows
- Pays d'origine :  Royaume-Uni
- Format : couleurs - 1,85:1 - son mono - 35 mm
- Genre : horreur
- Durée : 97 min
- Date de sortie : 
  -  Royaume-Uni : 17 octobre 1971
  -  France : 11 juin 1975
- Affiche : Constantin Belinsky (France)

## Distribution
- Ralph Bates (VF : Jean-Claude Balard) : le docteur Jekyll
- Martine Beswick (VF : Nelly Benedetti) : Sister Hyde
- Gerald Sim (VF : Jean Berger) : le professeur Robertson
- Lewis Fiander (VF : Michel Bedetti) : Howard
- Susan Broderick (VF : Évelyn Séléna) : Susan
- Dorothy Alison (VF : Sylvie Deniau) : Mme Spencer
- Ivor Dean : Burke
- Tony Calvin (VF : Marc de Georgi) : William Hare
- Philip Madoc (VF : Pierre Collet) : Byker
- Irene Bradshaw : Yvonne
- Neil Wilson : le vieux policier
- Paul Whitsun-Jones (VF : Jacques Hilling) : le sergent Danvers
- Virginia Wetherell (VF : Lisette Lemaire) : Betsy
- Rosemary Lord (VF : Perrette Pradier) : Marie

## Autour du film
- Le tournage s'est déroulé aux studios d'Elstree.
- Le rôle de Sister Hyde fut tout d'abord proposé à Caroline Munro[1], qui le refusa à cause des scènes de nudités.
- En 1995, le réalisateur britannique David Price a aussi effectué une adaptation du roman mettant de nouveau en scène un personnage de Hyde au féminin, intituléeDocteur Jekyll et Ms Hyde.
- Le film fut projeté en France le 20 novembre 2004 dans le cadre du Festival du film gay et lesbien de Paris.

## Analyse
En ce début de décennie 1970, la Hammer Films, alors en perte de vitesse, tente d'insuffler un regain d'érotisme aux classiques thèmes de l'épouvante qui avaient jadis fait son succès.
Outre son évidente illustration de dualité sexuelle qui la démarque de toutes les autres, cette nouvelle variation du mythe créé par Stevenson fait coïncider son récit avec deux notoires éléments historiques que pourtant plus d'un demi-siècle sépare : Jack l'Éventreur et les meurtres du  duo de résurrectionnistes Burke et Hare.
L'acteur Ralph Bates, déjà vedette des Horreurs de Frankenstein (1970) de Jimmy Sangster, était alors proposé comme une probable relève à Peter Cushing et Christopher Lee, stars de la décennie précédente pour la maison de production.
Créateur de la fameuse série Chapeau melon et bottes de cuir, le scénariste Brian Clemens collaborera une seconde fois avec la Hammer pour mettre en scène son unique film en tant que réalisateur, Capitaine Kronos, tueur de vampires (1974).

## DVD (France)
Le film a fait l'objet d'une édition sur le support DVD sur le territoire français  dans La Collection Hammer :
- Docteur Jekyll et Sister Hyde (DVD-9 Keep case) sorti le 5 mai 2009 édité par Studiocanal et distribué par Universal Pictures Vidéo (France). Le ratio écran est en 1.85:1 au format panoramique 16:9. L'audio est en français et anglais 2.0 mono avec présence de sous-titres français. Aucun supplément n'est présent sur le disque. Il s'agit d'une édition Zone 2 Pal[2].